# Chalo Dilli
Chalo Dilli é um filme indiano de 2011 dirigido por Shashant Shah.